# Lagune Las Chaquiras
La lagune Las Chaquiras est un lac d'origine glaciaire, situé en Argentine, dans le département de Minas, au nord de la province de Neuquén, en Patagonie. Il se trouve en pleine cordillère des Andes.

## Géographie
Le lac s'étend du sud-ouest au nord-est, à quelque 1 595 mètres d'altitude. Il est situé à 900 mètres au sud-ouest de la lagune Negra et à moins de 3 kilomètres de la frontière chilienne.
Il est entouré de bois de Nothofagacées qui peuplent ses rives. Il est entouré par de hautes montagnes, notamment le Cerro Crestudo qui le domine du côté ouest.
Son émissaire, né au niveau de son extrémité orientale, et long d'un peu plus d'un kilomètre, se jette dans la lagune Negra. 

## Hydrologie
La lagune Las Chaquiras est la première des lagunas de Epulafquen, chaîne de petits lacs dont l'émissaire est le río Nahueve, affluent droit du haut río Neuquén.
Cette chaîne de lacs se compose, d'amont en aval, de la lagune Las Chaquiras, la lagune Negra, la lagune Epulafquen supérieure et la lagune Epulafquen inférieure.
Plus au sud, à 6 km au sud-est de la lagune Las Chaquiras, se trouve la lagune Vaca Lauquen, dont l'émissaire est le río Buraleo, affluent en rive droite du río Nahueve.
Le río Nahueve se jette dans le río Neuquén en rive droite, un peu en aval de la ville d'Andacollo.